# FIBA Europe Cup
FIBA Europe Cup is de vierde internationale basketbalcompetitie voor herenclubs in Europa na de EuroLeague en de EuroCup (beide onder de vlag van ULEB) en Basketball Champions League. Het toernooi is opgericht in 2015 en wordt georganiseerd door FIBA Europe. De FIBA Europe Cup heeft als doel om de plaats in te nemen van de EuroCup, en zo de tweede internationale basketbalcompetitie in Europa te worden. FIBA verzocht de nationale bonden zich te committeren aan dit toernooi en hun teams te registreren in deze competitie.
Aan de FIBA Europe Cup doen 32 teams mee. Deze teams worden verdeeld in acht poules. Hierin spelen alle teams een uit- en thuiswedstrijd. De eerste twee teams van elke poule stromen door naar de tweede ronde. In de tweede ronde zijn er vier poules van vier teams. In deze ronde spelen alle teams een uit- en thuiswedstrijd. De eerste twee teams van elke poule samen met acht teams uit de Basketball Champions League stromen door naar de 1/8 finale. Vanaf de 1/8 finale is het knock-out systeem met een uit- en thuiswedstrijd. Dit systeem gaat door tot en met de finale.
In 2018 was Donar heel succesvol. Ze behaalde de halve finale, maar verloren van de latere toernooi winnaar Umana Reyer Venezia over twee wedstrijden.
In 2019 haalde ZZ Leiden de achtste finales maar verloor in 2 wedstrijden van de latere winnaar Sassari uit Italië. In 2022 haalde ZZ Leiden de halve finale maar verloor in 2 wedstrijden van de later winnaar Bahçeşehir Koleji uit Turkije.

## Winnaars
| Jaar | Plaats           | Winnaar                                                                     | Uitslag                                                                     | Tegenstander                                                                |                                                              | 3e                                                           | Uitslag                                                      | 4e |
| ---- | ---------------- | --------------------------------------------------------------------------- | --------------------------------------------------------------------------- | --------------------------------------------------------------------------- | ------------------------------------------------------------ | ------------------------------------------------------------ | ------------------------------------------------------------ | -- |
| 2016 | Chalon-sur-Saône | Fraport Skyliners                                                           | 66 - 62                                                                     | OpenjobMetis Varese                                                         | Élan Chalon                                                  | 103 - 72                                                     | Jenisej Krasnojarsk                                          |    |
| 2017 | -                | Nanterre 92                                                                 | 140 - 137 (58-58 / 82-79)                                                   | Élan Chalon                                                                 | Telekom Baskets Bonn Telenet Oostende                        | Telekom Baskets Bonn Telenet Oostende                        | Telekom Baskets Bonn Telenet Oostende                        |    |
| 2018 | -                | Umana Reyer Venezia                                                         | 158 - 148 (77-69 / 81-79)                                                   | Sidigas Scandone Avellino                                                   | Bakken Bears Donar                                           | Bakken Bears Donar                                           | Bakken Bears Donar                                           |    |
| 2019 | -                | Banco di Sardegna Sassari                                                   | 170 - 163 (89-84 / 79-81)                                                   | s.Oliver Würzburg                                                           | Hapoel Unet Holon OpenjobMetis Varese                        | Hapoel Unet Holon OpenjobMetis Varese                        | Hapoel Unet Holon OpenjobMetis Varese                        |    |
| 2020 | -                | competitie gestaakt en later definitief beëindigd vanwege de Coronapandemie | competitie gestaakt en later definitief beëindigd vanwege de Coronapandemie | competitie gestaakt en later definitief beëindigd vanwege de Coronapandemie | Bahçeşehir Koleji Bakken Bears Medi Bayreuth Pınar Karşıyaka | Bahçeşehir Koleji Bakken Bears Medi Bayreuth Pınar Karşıyaka | Bahçeşehir Koleji Bakken Bears Medi Bayreuth Pınar Karşıyaka |    |
| 2021 | Tel Aviv         | Ironi Ness Ziona                                                            | 82 - 74                                                                     | Arged BMSLAM Stal                                                           | CSM Oradea                                                   | 85 - 76                                                      | Parma Perm                                                   |    |
| 2022 | -                | Bahçeşehir Koleji                                                           | 162 - 143 (69-72 / 90-74)                                                   | UnaHotels Reggio Emilia                                                     | Bakken Bears ZZ Leiden                                       | Bakken Bears ZZ Leiden                                       | Bakken Bears ZZ Leiden                                       |    |
| 2023 | -                | Anwil Włocławek                                                             | 161 - 155 (81–77 / 78–80)                                                   | Cholet Basket                                                               | Kalev/Cramo Kauhajoki Karhu Basket                           | Kalev/Cramo Kauhajoki Karhu Basket                           | Kalev/Cramo Kauhajoki Karhu Basket                           |    |
| 2024 | -                | Niners Chemnitz                                                             | 180 - 179 (85–74 / 105–95)                                                  | Bahçeşehir Koleji                                                           | Itelyum Varese Surne Bilbao Basket                           | Itelyum Varese Surne Bilbao Basket                           | Itelyum Varese Surne Bilbao Basket                           |    |
| 2025 | -                | Surne Bilbao Basket                                                         | 154 - 149 (72–65 / 84–82)                                                   | PAOK Saloniki                                                               | Cholet Basket JDA Dijon Basket                               | Cholet Basket JDA Dijon Basket                               | Cholet Basket JDA Dijon Basket                               |    |

## Winnaars aller tijden
| Cups | Club                      | In:  |
| ---- | ------------------------- | ---- |
| 1    | Fraport Skyliners         | 2016 |
| 1    | Nanterre 92               | 2017 |
| 1    | Umana Reyer Venezia       | 2018 |
| 1    | Banco di Sardegna Sassari | 2019 |
| 1    | Ironi Ness Ziona          | 2021 |
| 1    | Bahçeşehir Koleji         | 2022 |
| 1    | Anwil Włocławek           | 2023 |
| 1    | Niners Chemnitz           | 2024 |
| 1    | Surne Bilbao Basket       | 2025 |

## Per land
| Nr. | Land      | Winnaars | Finalisten |
| --- | --------- | -------- | ---------- |
| 1.  | Italië    | 2        | 3          |
| 2.  | Duitsland | 2        | 1          |
| 3.  | Frankrijk | 1        | 2          |
| 4.  | Polen     | 1        | 1          |
| 4.  | Turkije   | 1        | 1          |
| 5.  | Israël    | 1        | 0          |
| 5.  | Spanje    | 1        | 0          |